# Ordnance QF 17 pounder
Kanón OQF 17 pounder (Ordnance Quick Fire 17 pounder neboli "sedmnáctiliberní kanón") byl britský protitankový a tankový kanón ráže 76,2 mm vyvinutý ve Velké Británii koncem druhé světové války. Byl to nejvýkonnější spojenecký protitankový kanón. S použitím podkaliberního střeliva (APDS) si byl schopen poradit i s německými těžkými tanky. Byl rovněž montován do britské verze amerického středního tanku M4 Sherman, která se vyráběla pod jménem Sherman Firefly. V úloze protitankového kanónu byl v poválečných letech nahrazen 120mm bezzákluzovým kanónem BAT a jako tankový kanón ho vystřídal modernější 84mm Ordnance QF 20 pounder.